# Alessandro Sperelli

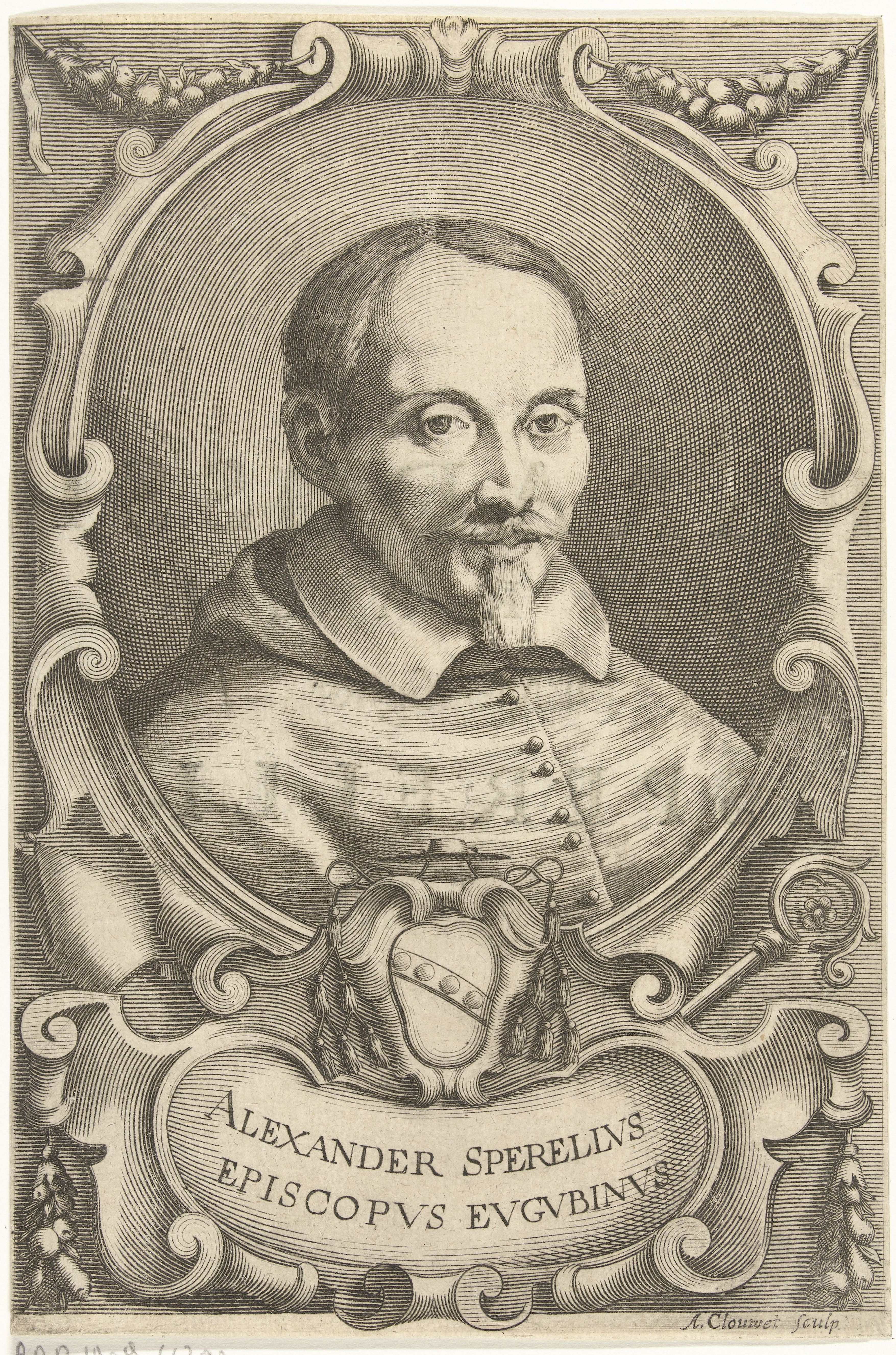
Alessandro Sperelli

Alessandro Sperelli (* 10. Mai 1589 in Assisi; † 19. Dezember 1671 in Gubbio) war ein italienischer Geistlicher und Bischof von Gubbio.

## Leben
Alessandro wurde als Sohn des Adeligen Ottavio Sperelli geboren. Im Jahr 1610 wurde Sperelli in Perugia zum Doctor iuris utriusque promoviert und erschien kurz darauf als Vikar seines Onkels Ascanio Sperelli, der seit 1607 den Bischofssitz von San Severino Marche innehatte. Später zog er nach Rom, wo er Auditor des Kardinals Domenico Ginnasi wurde, sich mit Angelo Cesi, dem Bruder des Begründers der Accademia dei Lincei, Federico Cesi, anfreundete und intensiv am reichen kulturellen Leben Roms mit seinen vielfältigen Akademien teilnahm. 1621 wurde Alessandro Sperelli zum Vikar von Alessandro d’Este ernannt, zu jener Zeit Bischof von Reggio di Lombardia, 1626 zum Apostolischen Vikar in Parma. Zwei Jahre später wurde er Vikar von Angelo Cesi, der von 1627 bis 1646 Bischof von Rimini war. Wahrscheinlich im Jahr 1635 kehrte er nach Rom zurück, wo er als Abbreviator in den Dienst der Kurie trat. Später wurde er Referendar an den Gerichtshöfen der Apostolischen Signatur und Konsultor des Heiligen Offiziums.
Am 28. April 1642 wurde Alessandro Sperelli zum Weihbischof von Kardinal Marcello Lante im suburbikarischen Bistum Ostia e Velletri und zum Titularbischof von Orthosias in Caria ernannt. Die Bischofsweihe spendete ihm am 4. Mai 1642 Kardinal Giulio Cesare Sacchetti; Mitkonsekratoren waren Erzbischof Lelio Falconieri, Sekretär der Kongregation für die Bischöfe und Regularen, und Giovanni Battista Altieri der Ältere, ehemaliger Bischof von Camerino. Im März 1644 wurde er schließlich zum Bischof von Gubbio ernannt. Mit einer kurzen Unterbrechung vom 23. Oktober 1652 bis zum 15. November 1653, als er mit wenig Erfolg die Apostolische Nuntiatur in Neapel übernahm, hatte Alessandro Sperelli diesen Bischofssitz bis zu seinem Tod inne. Sein Neffe, der spätere Kardinal Sperello Sperelli, unterstützte ihn dabei einige Jahre als Vikar.
Alessandro Sperelli hinterließ eine Anzahl kirchenrechtlicher und pastoraler Schriften.

## Veröffentlichungen
- Decisiones fori ecclesiastici. 2 Bde., Venedig 1651
- Il vescovo opera etica, politica, sacra in tre parti distinta. Rom 1656, in mehreren Auflagen und auch ins Lateinische übersetzt
- Osservationi per ascoltare et celebrare con frutto, & perfettione la S. Messa, con la dichiaratione de’ suoi misterij, & pretiosi effetti. Rom 1621
- Paradossi morali. 2 Bde., Rom 1640–1653
- Parenesi teleturgica in cui si scuoprono i tesori nel sacrifitio della messa nascosti, e si dà il modo a sacerdoti, & a laici di farne acquisto. Venedig 1658
- Della pretiosità della limosina. Venedig 1666
- La protezione di Maria sempre vergine miracolosamente esercitata verso de’ suoi diuoti, spiegata, e con morali riflessioni arrichita ne’ ragionamenti familiari fatti al suo popolo. Bologna 1671